# Constantin Gănescu
- Acest articol se referă la magistratul și sculptorul Constantin Gănescu (1864 - 1951). Pentru alte utilizări ale numelui de familie, vedeți Gănescu (dezambiguizare).

Constantin Gănescu, cunoscut mai ales sub numele de Constantin Ganesco (n. 12 aprilie 1864, București — d. 21 februarie 1951) a fost magistrat român, artist plastic francez și român, desenator, pictor și sculptor, de origine română, care a activat în Franța, în perioada 1896 – 1951 (anul decesului său).

## Biografie

### Primii ani, familie
Constantin Gănescu / Ganesco s-a născut ca fiu al lui Barbu Gănescu (în franceză Barbe Ganesco), prefect al Bucureștiului, originar din Târgu Jiu, și al Anei Izvoranu (în franceză Anna Isvorano), în București la 12 aprilie 1864. În familia Gănescu, erau trei frați, Constantin și Barbu junior (Barbe) Gănescu, care a fost senator român și un frate mai mare decât cei doi, un frate doar de tată, Grigore Gănescu / Ganesco, care a fost consilier general al Montmorency, jurnalist și fondator al ziarelor Lanterna (La Lanterne) și Piticul galben (Le Nain jaune).

### Franța, educație, București
Barbu Gănescu s-a mutat cu familia sa în Franța, cândva în jur de 1870, schimbându-și numele în Barbe Ganesco, schimbând, de asemenea și numele membrilor familiei. Constantin și fratele său Barbu junior, devenit Barbe, au fost educați la Lycée Fontanes (acum Lycée Condorcet).
Între 1883 până în 1892 a studiat la Université Libre de Bruxelles, în Belgia. În această perioadă s-a împrietenit cu poetul André Fontainas și l-a întâlnit pe marele pictor James Ensor. După ce a obținut un dublu doctorat, în literatură și drept, a servit pentru scurt timp (puțin peste doi ani) ca magistrat la București, din 1893. Gustave Cohen îl descrie ca fiind,
| “ | ... un magistrat de o independență și originalitate deosebită, mai conștient de toate manifestările vieții artistice decât oricine ... | ” |

### Carieră ca sculptor
După cei aproape trei ani de magistratură în România (1893 - 1895), Constantin și-a început cariera în sculptură în 1896, fără a trece prin Beaux-Arts. S-a format în contact direct cu artiștii pe care i-a frecventat, cum ar fi James Ensor și Félix Ziem. Locurile sale de reședință, care au urmat cursul vieții magistratului artist vizual, au fost decorate conform tendințele artistice ale vremii, oriunde a locuit, la Paris, Nisa, Bruxelles, Nieuwpoort și Londra. La Paris, în arondismentul 17, a preluat atelierul lui Jules Chéret, de la adresa 41 rue Bayen.

## Stil artistic
Prietenul său, André Fontainas, îl descrie pe Constantin ca fiind, 
| “ | ... de un temperament torturat, care s-a căutat pe sine și de el însuși, înainte de a produce (ceea ce nu a fost niciodată principala sa preocupare). El a creat atât motive, cât și mijloace de a se exprima. | ” |

Fontainas îl clasifică printre simboliști.
Dincolo de felul în care îl caracterizează Fontainas, există totuși un contrast izbitor în opera lui Constantin Gănescu / Ganesco; pe de o parte, sculpturile sale „torturate” sau, de fapt, caricaturale, care denunțau defectele societății, iar pe de altă parte, picturile sale, ce sunt realizate într-un stil fantastic, uneori chiar suprarealist și oniric.

## Saloane și expoziții
- Société Nationale des Beaux Arts, Paris, 1903 și 1910 – Portrete și peisaje fantastice à la Turner (picturi)
- Salon des Indépendants, Paris, 1905 – "Chinurile vieții" - Avarul, Bolnavul imaginar, Rosile, Don Bartolo și Bazile (figurine de ceară)
- Salon des Indépendants, Paris, 1906 – Isus Hristos, Iov și prietenii săi, Episcopul și Anticarul (figurine de ceară)
- Salon Société Internationale des Aquarellistes, Paris, 1909 – Fuyard, Iuda, Moartea eliberatoare, Jacques Bonhomme (ceară tare)
- Société des artistes français, Paris, 1910 – Autoportret
- Galeria Maison Devambez, Paris, 1917 – Poezii plastice de o aromă excepțională, treizeci de pânze pictate cu benzină (ca solvent al culorilor)
- Galerie de la Fonderie Hébrard, Paris, 1918 – Hristos la insulte, Ispita lui Isus, Maternitate, Calvar (sculpturi din bronz).
- Galeria Maison Devambez, Paris, 1921 – Expoziție de autor - Expoziția conținea: 54 de picturi, 14 desene și 2 grupuri de sculpturi în bronz și ceară[2].

## Relații cunoscute - întâlniri directe
- James Ensor – la 19 noiembrie 1949 și la 13 aprilie 1960, Oostende, Belgia
- Felix Ziem – la 10 noiembrie 1911, Paris și la 25 februarie 1921, Beaune, Franța
- Jules Chéret – la 23 septembrie 1932, Nice, Franța și la 1 iunie 1936, Paris, Franța
- Auguste Rodin – la 17 noiembrie 1917, Meudon, Franța   și la 12 noiembrie 1940 (?) Paris, Franța